# Bommanahalli, Tirumakudal Narsipur
Bommanahalli là một làng thuộc tehsil Tirumakudal Narsipur, huyện Mysore, bang Karnataka, Ấn Độ.